# Grammodora nigrolineata
Grammodora nigrolineata är en fjärilsart som beskrevs av Aurivillius 1890. Grammodora nigrolineata ingår i släktet Grammodora och familjen ädelspinnare. Inga underarter finns listade i Catalogue of Life.